# George Wallace Jones
George Wallace Jones (Vincennes, 12 aprile 1804 – Dubuque, 22 luglio 1896) è stato un politico e diplomatico statunitense.
Fu uno dei primi due senatori statunitensi a rappresentare l'Iowa dopo il suo ingresso nell'Unione nel 1846. Democratico eletto prima della nascita del partito Repubblicano, Jones rimase in carica al senato oltre dieci anni dal 7 dicembre 1848 al 4 marzo 1859.

## Vita prima del Congresso
Jones nacque a Vincennes (Indiana). Era figlio di John Rice Jones, che combatté per impedire l'introduzione dello schiavismo negli stati posti a nord del fiume Ohio. All'età di sei anni si trasferì col padre e la famiglia nel territorio del Missouri, da poco rilevato dalla Francia tramite l'acquisto della Louisiana. Da ragazzo suonò il tamburo per una compagnia di volontari nella guerra anglo-americana. In seguito si trasferì in Kentucky dove nel 1825 frequentò la Transylvania University prima di tornare in Missouri a studiare legge col fratello. Dopo essere diventato avvocato praticò la professione per breve tempo, prima di trasferirsi a lavorare a Sinsinawa Mound, allora nel territorio del Michigan, dove si mise ad estrarre piombo e lavorò come negoziante. Tornò in Missouri dove sposò la diciassettenne Josephine Gregiore nel 1829. Nel 1831 Jones tornò a Sinsinawa con la moglie, sette schiavi e molti lavoratori francesi per riprendere l'attività estrattiva.
Nel 1832 Jones combatté contro Sauk e Fox nella guerra di Falco Nero, nella quale morì il cognato Felix St. Vrain. Jones divenne giudice del tribunale della contea.

## Delegato al Congresso
Jones rappresentò il distretto congressuale di At-large del territorio del Michigan come delegato al 24º congresso dal 4 marzo 1835 al 26 gennaio 1837, quando il Michigan fu ammesso nell'Unione. La sua circoscrizione comprendeva gli attuali stati di Michigan, Wisconsin, Minnesota e Iowa. Dopo che il Michigan divenne uno stato, Jones divenne il primo delegato al Congresso per il territorio del Wisconsin, composto da parte del territorio del Michigan, come membro non votante. Ricoprendo questo incarico convinse i membri votanti a sostenere la trasformazione delle terre del territorio del Wisconsin poste ad ovest del fiume Mississippi in territorio dell'Iowa. Continuò a rappresentare il territorio del Wisconsin fino al 3 gennaio 1839 quando fu sostituito da James Duane Doty.
Il presidente Martin Van Buren lo nominò ispettore generale dei territori del Wisconsin e dell'Iowa, carica che ricoprì (soprattutto a Dubuque, in Iowa) dall'inizio del 1840 alla fine dell'amministrazione Van Buren nel 1841. Nel 1845, dopo l'elezione a presidente di un altro democratico, James Knox Polk, fu nuovamente nominato ispettore generale del territorio dell'Iowa, un anno prima che la sua parte sudorientale diventasse lo stato dell'Iowa.

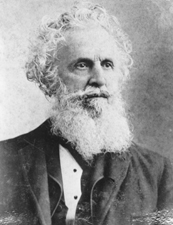
George W. Jones nei suoi ultimi anni

## Senato
Jones rappresentò l'Iowa al Senato dal 7 dicembre 1848 al 4 marzo 1859. Per i primi due anni l'assemblea generale dell'Iowa non riuscì a scegliere i primi senatori dell'Iowa a causa di una corsa a tre che impedì a tutti i candidati di ottenere i 30 voti richiesti. Dopo che le elezioni del 1848 diedero ai democratici un'ampia maggioranza, Jones divenne il candidato per uno dei due seggi, e dopo quattro ballottaggi vinti i democratici lo presentarono come uno dei due candidati. Vinse le elezioni, per sorteggio, vinse il seggio con un mandato più lungo (quattro anni). Vinse le rielezioni (per un mandato di altri sei anni) nel 1852, dopo essere stato ricandidato dai democratici per un solo voto.
Rimase in carica per due mandati prima di non venire più candidato. Jones era diventato molto impopolare in Iowa, anche nel suo stesso partito, perché aveva spesso votato con i senatori sudisti riguardo allo schiavismo. Da senatore Jones fu descritto dal proprio biografo come un "democratico in politica e sudista per istinto". Disse di opporsi allo schiavismo (nonostante in passato abbia posseduto degli schiavi) ma era convinto del fatto che il Congresso non avesse il diritto di vietarlo o di criticare gli stati che sceglievano di legalizzarlo. Sostenne il Kansas-Nebraska Act. Tale presa di posizione, insignificante in quel momento, gli impedì in seguito la rielezione in uno stato in cui il sentimento abolizionista stava diventando dominante durante il secondo mandato di Jones, grazie anche alla nascita del nuovo partito Repubblicano. Dopo il termine del mandato nessun democratico dell'Iowa vinse un'elezione al senato fino agli anni 1920. I suoi dieci anni al senato non furono superati da nessun democratico dell'Iowa fino al 1950, quando Guy Mark Gillette fu eletto per un terzo mandato.

## Vecchiaia
Nel 1858 il partito Democratico dell'Iowa, come in altri stati del nord, si divise aspramente sul sostegno che il proprio presidente James Buchanan aveva dato all'adozione da parte del territorio del Kansas e del Congresso della costituzione Lecompton a favore dello schiavismo. Jones aveva votato per approvare la costituzione Lecompton in senato. Quando i democratici abolizionisti dell'Iowa approvarono una risoluzione alla loro convention statale del 1858 per ripudiarne il sostegno, Jones ed altri della vecchia guardia uscirono dal partito.
Nel 1859 il presidente Buchanan nominò Jones ministro residente degli Stati Uniti in Nuova Granada (attuali Colombia e Panama), chiedendone il trasferimento a Bogotà.
Il suo servizio a Bogotà terminò allo scoppio della guerra di secessione, quando la Presidenza di Abraham Lincoln prese il posto della Presidenza di James Buchanan. I due figli di Jones si unirono al Confederate States Army. Al suo ritorno negli Stati Uniti nel 1861 Jones fu arrestato per ordine del Segretario di Stato William H. Seward con l'accusa di slealtà, per la corrispondenza tenuta con l'amico e presidente confederato Jefferson Davis. Non fu mai incriminato o processato. Jones fu detenuto per 34 giorni, e poi liberato per ordine del presidente Lincoln.

## Retaggio
Jones iniziò un lungo ritiro a Dubuque. Nel 1892 gli fu assegnata una pensione tramite atto speciale del Congresso per quanto fatto nella guerra di Falco Nero. Al compimento dei 90 anni nel 1894, il governatore Frank Darr Jackson e l'assemblea generale dell'Iowa celebrarono pubblicamente Jones per quanto fatto nel periodo in cui si stavano formando territorio e stato dell'Iowa. Morì a Dubuque il 22 luglio 1896.
La contea di Jones prende da lui il nome. Nel 1912 la State Historical Society dell'Iowa pubblicò la biografia George Wallace Jones, scritta da John Carl Parish.